# Mecyclothorax palustris
Mecyclothorax palustris (лат.) — вид жуков-жужелиц рода Mecyclothorax из подсемейства Псидрины.

## Распространение
Встречаются на острове Молокаи из группы Гавайских островов на высотах от 850 до 1310 м. Почти все особи этого вида были собраны на берегах ручьёв, в основном в доступных частях ущелья Кавела, или под камнями, связанными с приземными мхами.

## Описание
Мелкие жужелицы, длина около 5 мм (от 4,5 до 5,8 мм). Глаза выпуклые, вдоль заднего края глазной доли имеется глубокая борозда. Переднеспинка сердцевидная, двущетинковидная, базолатеральные края выемчатые перед тупыми задними углами, между задними углами и впадинами имеется широкий приподнятый край. Срединное основание переднеспинки отчетливо пунктировано, точки у основания более изолированные, округлые, точки у диска переднеспинки более удлинённые, полосообразные; передние поперечные вдавления переднеспинки гладкие до тонко пунктированных, без складок или полос, связанных с вдавлениями. Бороздки надкрылий 1-5 в основании пунктированы, 1-2-е гладкие на вершине, 2-я бороздка значительно менее вдавлена, чем пришовная. Темя и диск переднеспинки со стёртой поперечной микроскульптурой, микроскульптура надкрылий с отчётливыми поперечными линиями, местами сливающимися в рыхлую неправильную поперечную сетку. Антенномеры от коричневого до желтоватого; эпиплевры надкрылий медиально желтоватые, медиальное расширение, примыкающее к метэпистерну, затемнено, больше похоже по цвету на вентриты; вертлуги и бёдра сильно контрастируют с вентритами, жёлтые, голени и лапки более тёмные, коричневые.

## Таксономия
Вид был впервые описан в 1903 году английским энтомологом Дэвидом Шарпом (1840—1922), а его валидный статус подтверждён в ходе ревизии, проведённой в 2007 году американским колеоптерологом James Kenneth Liebherr (Cornell University, Итака, США).